# Orphanostigma
Orphanostigma là một chi bướm đêm thuộc họ Crambidae.

## Các loài
Chi này gồm có các loài sau:
- Orphanostigma abruptalis  (Walker, 1859)
- Orphanostigma angustale  Hampson, 1893
- Orphanostigma perfulvalis  (Hampson, 1899)
- Orphanostigma vibiusalis  (Walker, 1859)

## Hình ảnh

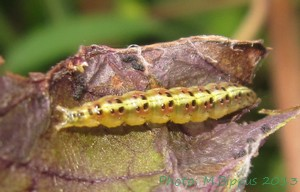
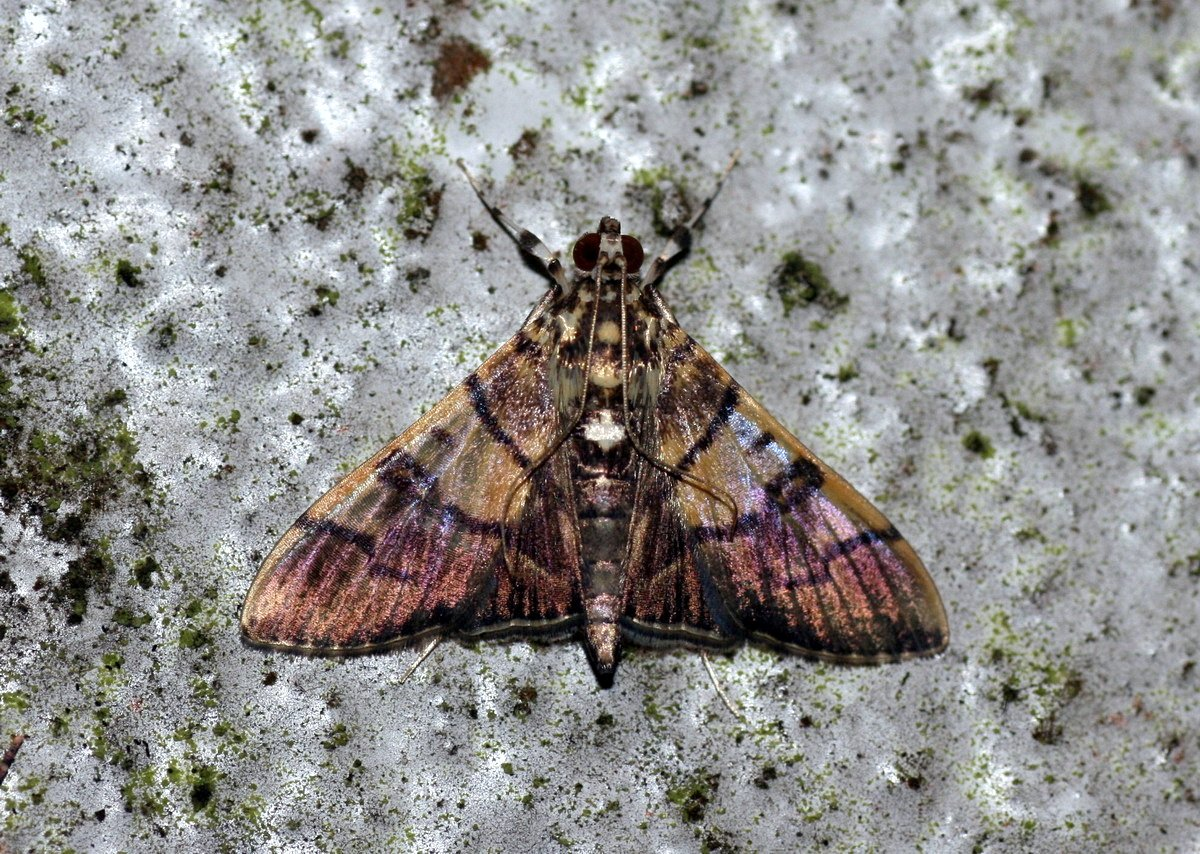
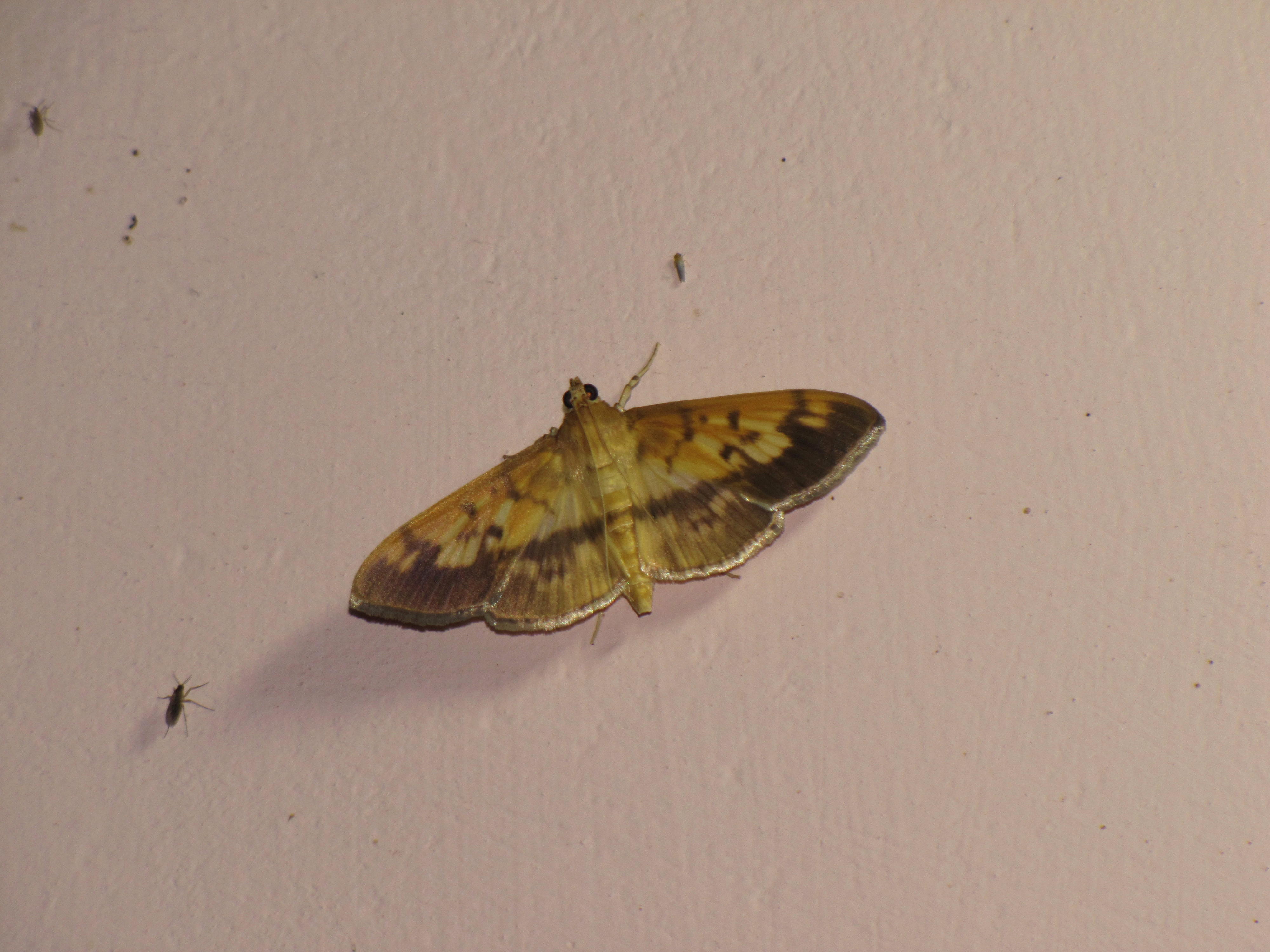